# Martin Němec (umělec)
Martin Němec (* 16. června 1957 Praha) je český hudebník, hudební skladatel, malíř a spisovatel.
Absolvoval malířství na Akademii výtvarných umění u prof. Jana Smetany. Působil jako kapelník a výhradní autor rockové skupiny Precedens (Doba ledová, Věž z písku, Pompeje, Drž hudbu!, Aurora, Odstíny černé, atd....) a skupiny Lili Marlene (Tango desolato, Vrány a havrani, Nevídané CD).
S Bárou Basikovou i dalšími interprety natočil desítky alb (Angel voices, Dreams of sphinx, Responsio mortifera atd.), s Janem Saharou Hedlem (Tajnej svatej, Šílený pondělí). Vytvořil hudbu k mnoha filmům (Perníková věž, Smrt pedofila, Únos domů, T.M.A. atd.), k divadelním hrám režiséra Ctibora Turby (Archa bláznů, Giro di Vita atd.) a televizním seriálům (Poslední sezóna, Agentura Puzzle atd.). Vytvořil televizní znělky (Oko, Gen, Genus atd.). Získal mnoho významných ocenění hudebních (Objev roku, Album desetiletí, 2x Bratislavská Lyra 1990). Vydal dvě kritikou ceněné knihy povídek (Stodola a Vana s výhledem), podle jeho scénáře, oceněného Nadací Miloše Havla, natočil režisér Juraj Herz celovečerní film T.M.A. (dvě hlavní ceny na filmovém festivalu v Kapském Městě) a Milan Šteindler film Perníková věž. Vytvořil hudbu k baletu podle hry Františka Langera Periferie pro Divadlo F. X. Šaldy v Liberci v režii Aleny Peškové s nominací na dvě ceny Thálie. Literárně dlouhodobě spolupracuje s Českým rozhlasem. V únoru 2019 vyšla nová kniha povídek Bod tání u nakladatelství Albatros Plus. Němcovy fantaskní obrazy jsou zastoupeny v mnoha sbírkách doma i v zahraničí. V současné době opět koncertuje a nahrává s výrazně omlazenou sestavou Precedens, která právě vydala novou desku Odstíny černé.

## Samostatné výstavy (výběr)
- 1977 – Divadlo v Nerudovce, Praha
- 1977 – 1984 – Muzeum, Semily
- 1985 – Junior klub Chmelnice, Praha (s Richardem Konvičkou)
- 1986 – Galerie mladých, Brno
- 1988 – Kempten, NSR (s Vladimírem Holomkem)
- 1997 – Obecní galerie Beseda, Praha (s Josefem Němcem)
- 1998 – Práchenické muzeum, Písek (se Stefanem Milkovem)
- 1999 – U zrzavýho kocoura, Praha
- 2001 – Divadlo Kalich, Praha
- 2004 – Nová síň, Praha
- 2007 – U zlatého slunce, Týn nad Vltavou
- 2008 – Divadlo Hybernia, Praha
- 2012 – Malostranská Beseda
- 2012 – U zlatého slunce, Týn nad Vltavou (s Josefem Němcem)
- 2013 – Nová síň, Praha (s Josefem Němcem)
- 2015 – Galerie Josefa Jíry, Malá skála
- 2016 – Slezskoostravská galerie, Ostrava
- 2017 – Galerie Knížecí dvůr, Hluboká nad Vltavou
- 2017 – Muzeum, Semily (s Janem a Josefem Němcem)
- 2018 – Galerie městského muzea, Moravská Třebová
- 2018 – Galerie kulturního domu Dobříš
- 2018 – Galerie Divadla Kalich, Praha
- 2018 – RockOpera, Praha
- 2018 – Galerie Ludvíka Kuby, Poděbrady. [3]
- 2019 – Park Holiday, Praha, REM fáze
- 2019 – 2020, Véska
- 2020 – Šolcův statek Sobotka
- 2021 – Galerie Toyen Prahy 3